# 78310 Spoto
78310 Spoto è un asteroide della fascia principale. Scoperto nel 2002, presenta un'orbita caratterizzata da un semiasse maggiore pari a 2,4627187 UA e da un'eccentricità di 0,1287718, inclinata di 5,41484° rispetto all'eclittica.